# Heinrich Stirnimann
Heinrich Stirnimann OP (* 15. Juni 1920 in Luzern; † 9. Juni 2005 in Ilanz) war ein Schweizer römisch-katholischer Geistlicher, Dominikaner und Fundamentaltheologe. Er galt als „einer der wichtigen Wegbereiter und Architekten der Ökumene in der Schweiz“.

## Leben
Heinrich Stirnimann, Sohn eines Kinderarztes, studierte zunächst Architektur an der ETH Zürich. 1942 trat er der Ordensgemeinschaft der Dominikaner bei und absolvierte sein Noviziat in Chieri bei Turin. Am 22. November 1943 legte er die Profess ab und studierte an der Päpstlichen Universität Heiliger Thomas von Aquin („Angelicum“) in Rom, wo er auch am 20. Juli 1947 die Priesterweihe empfing. Seine Primiz feierte er in der Hofkirche in Luzern. Nach weiteren Studien in Fribourg und Rom wurde er in Rom zum Dr. theol. promoviert. Er unterrichtete anschliessend systematische Theologie am Ordensseminar in  Tailaght bei Dublin.
1952 erhielt er einen Ruf auf die Professur für Fundamentaltheologie und Apologetik an die Universität Fribourg. Von 1968 bis 1971 war er Rektor der Universität Fribourg.
1982 wurde er zum Prior des Dominikanerkonvents in Luzern gewählt, von 1988 bis 2000 war er Spiritual in Ilanz.

## Wirken
Heinrich Stirnimann engagierte sich zudem in zahlreichen Ämtern im Orden, in der römisch-katholischen Kirche in der Schweiz und seiner Universität. Er war unter anderem Mitglied des Provinzrates und von 1978 bis 1981 Prior der internationalen Ordensgemeinschaft von St. Hyazinth.
Besonders engagierte er sich für die Ökumene in der Schweiz. Er war als Berater von Bischof François Charrière in der ersten Session des Zweiten Vatikanischen Konzils. 1964 gründete er an der Universität Fribourg das Institut für Ökumenische Studien. Von 1966 bis 1976 leitete er als katholischer Co-Präsident die von der Schweizer Bischofskonferenz und dem Schweizerischen Evangelischen Kirchenbund gegründete Gesprächskommission (ERGK). Zusammen mit Lukas Vischer und Metropolit Damaskinos war er Vorreiter der ökumenischen Bewegung.
Für sein Engagement in der Ökumene wurde er unter anderem 1979 mit der Ehrendoktorwürde der Evangelisch-theologischen Fakultät der Universität Bern geehrt.
1965 wurde er Ehrenmitglied der katholischen Studentenverbindung K.D.St.V. Teutonia zu Freiburg im Üechtland im CV.